# K.TICH
K.TICH was een Belgische lokale politieke partij in Kontich.

## Geschiedenis
De partij ontstond in aanloop naar de Belgische lokale verkiezingen van 2000 als VLD-scheurlijst rond toenmalig schepen Karin Verbaet. De partij overtuigde die stembusgang 7,6% van de kiezers, goed voor één zetel in de gemeenteraad. Verkozene was Verbaet. In september 2001 nam Verbaet ontslag uit de gemeenteraad. Ze werd als gemeenteraadslid opgevolgd door Guido Daelemans. Bij de verkiezingen van 2006 kwam de partij niet opnieuw op.